# Villa Camozzi (Grandola ed Uniti)
Villa Camozzi, nota anche come Villa Guaita Camozzi, è una villa situata nel territorio di Grandola ed Uniti in provincia di Como, a pochi chilometri da Menaggio. Ospita la sede del municipio di Grandola ed Uniti, un centro convegni e il Museo Etnografico e Naturalistico della Val Sanagra.

## Storia
La villa fu costruita dalla famiglia Guaita probabilmente intorno alla metà del XVIII secolo. Fu acquistata nella prima metà del XIX secolo dal cavaliere Carlo Luigi Camozzi, il quale, nato a Porlezza nel 1786 e dopo gli studi universitari a Pavia, si era distinto nelle file napoleoniche sui campi di battaglia in Dalmazia nel 1806 e nella campagna di Russia del 1812, ritirandosi infine dall’esercito dopo la restaurazione del dominio austriaco in Lombardia. Luigi Camozzi morì nel 1874, lasciando in eredità la villa al figlio Felice, che a sua volta la lasciò al nipote Emilio, notaio e sindaco di Grandola in due mandati (1905-1912 e 1917-1922). Nel 1942 la villa passò al figlio Luigi e alla sua morte questa entrò nei possedimenti dei tre figli Emilio, Elena e Carlo Felice. Questi ultimi, dopo aver trasformato gli edifici di servizio e le stalle in abitazioni, cedettero la villa a un’immobiliare che vendette tutto il mobilio artistico e antico e iniziò a ricercare soluzioni remunerative per il riutilizzo dell’immobile. Nel 1982 l’amministrazione comunale pose il vincolo di uso pubblico sulla villa e infine la acquistò nel 1986 per 295.000.000 di lire. In quello stesso anno nacque l’idea del Museo Etnografico e Naturalistico, che si concretizzò nel 2001.

## Architettura
La Villa Camozzi, costituita da un edificio padronale e da un attiguo corpo di edifici di servizio, è situata su un poggio che permette una veduta ad ampio raggio sulla Val Menaggio. L’esterno non mostra tratti rilevanti ma esprime compostezza, equilibrio e sobrietà. Il portale settecentesco, realizzato in stile rococò in granito, è sormontato da una lunetta con inferriata artistica, presenta una porta a vetrini con piombi. Nell’edificio principale, le sale sono a volta, e, alla pari dell'atrio e delle scale, sono decorate con affreschi d'epoca.
Il complesso è nel suo insieme caratterizzato dalla ricchezza dei dettagli: ferro battuto per i cancelli, le ringhiere e i balconcini, granito all'esterno per gli stipiti e le coperture dei muri, noce e radica per le porte interne. La separazione tra l’edificio principale, adibito a residenza padronale, e l'edificio di servizio costituisce un raro esempio di realizzazione secondo un piano organico e non tramite successivi accrescimenti o riutilizzo di preesistenti casolari per i servizi.
Un terrazzo erboso circonda la casa principale: verso valle è organizzato in una larga balconata caratterizzata da un disegno razionale dei vialetti, verso il paese è recintato da un parapetto in serizzo con vari accessi, il più scenografico dei quali presenta una gradinata in acciottolato con un'esedra formata da pilastri settecenteschi.

## Destinazioni d'uso
Dopo l'acquizione dell'immobile da parte dell'amministrazione comunale, al piano terra trova posto il centro convegni, al primo piano il municipio, al secondo e negli abbaini il museo etnografico.

### Centro Convegni ed Esposizioni
Il cuore del centro convegni è la sala delle cerimonie, già salone da ballo, la quale svolge varie funzioni: può essere sede di cerimonie, convegni, rinfreschi, cineclub, rappresentazioni teatrali. Le sale attigue del piano terra hanno funzioni di supporto come ad esempio il locale cucina o il guardaroba.

### Sede del Municipio
Gli uffici del comune occupano le sale di quello che era il piano nobile. In particolare la sala consigliare trova sede nel grande salone con camino che già costituiva il principale ambiente della villa.

### Museo Etnografico e Naturalistico della Val Sanagra
Il Museo Etnografico e Naturalistico della Val Sanagra pensato per tutelare e promuovere la ricchezza della cultura e delle tradizioni locali nonché la varietà naturalistica del territorio è organizzato in varie sezioni che occupano le diverse sale della parte alta dell'edificio:
- Attività e mestieri
- Ambienti domestici
- Storia di Grandola
- Il corpo musicale di Grandola
- Flora e fauna in Val Sanagra
- Mostra della Ferrovia Menaggio-Porlezza;
- Sala dei minerali e fossili.

### Esplicative
1. ↑  L’origine settecentesca è indicata nella brochure ’Villa Camozzi - una finestra su 150 anni di storia’’, oltre che nella scheda di Lombardia Beni Culturali e nel libro di Langè riportati in bibliografia; il sito dell’ecomuseo e il libro di Anna Denti (v. Bibliografia) indicano invece l’origine alla fine del XVI secolo.

### Bibliografiche
1. 1 2 3 4  Langè, p. 284.
2. ↑  Vedi bibliografia.